# بيريل (اسم)
بيريل هو اسم عائلة إنجليزي. الأشخاص البارزون الذين يحملون هذا الاسم هم:
- أدريان بيريل (مواليد 1960) - لاعب كريكيت سابق في جنوب أفريقيا، في ومدرب كريكيت إيرلندي.
- أليك بيريل (1885-1948) - لاعب كرة قدم أسترالي.
- أوغسطين بيريل (1850-1933) - سياسي إنجليزي ومحامي وأكاديمي ومؤلف
- بيلي بيريل (1897-1968) - لاعب كرة قدم ومدير فني اسكتلندي.
- بوب بيريل (لاعب كرة قدم) (1890-1956) - لاعب كرة قدم اسكتلندي.
- فريدريك رونالد بيريل (1913-1985) - نقابي من جنوب أستراليا.
- فريدريك ويليام بيريل (1869-1939) - مصمم طباعة من جنوب أستراليا.
- جيري بيريل (1944-1973) - سائق سباقات اسكتلندي.
- هاري بيريل (1928-2013) - مراسل أخبار أمريكي.
- هاري بيريل (لاعب كريكيت) (1927-2003) - لاعب كريكيت ومدير مدرسة من جنوب إفريقيا.
- جيمس بيريل (مواليد 1928) - مهندس معماري متقاعد عمل في كوينزلاند في أستراليا.
- جون بيريل (1815-1875) - رجل أعمال في مجال السكك الحديدية..
- كيمبرلي بيريل (مواليد 1998) - لاعب تنس أسترالي.
- مارك بيريل (مواليد 1958) - محامٍ ومدير ووزير س.ابق في فيكتوريا في أستراليا
- نيكي بيريل (مواليد 1986) - بحار بريطاني في الألعاب الأولمبية للمعاقين.
- بيتر بيريل (مواليد 1941) - موسيقي بريطاني في فرقة «فريدي أند ذا دريمرز».
- ويلي بيريل (1893-1968) - لاعب كرة قدم اسكتلندي.